# Meike Freitag
Meike Freitag (* 7. Februar 1979 in Frankfurt am Main) ist eine ehemalige deutsche Schwimmerin. Ihre größten Erfolge konnte sie in der 4 × 200-m-Freistilstaffel der deutschen Nationalmannschaft feiern, mit der sie bei den Weltmeisterschaften 2001 und 2007 zwei Silbermedaillen errang. Mit der Lagenstaffel der SG Frankfurt gewann sie mehrere deutsche Meistertitel.

„Schnell schwimmen und nicht denken.“

## Werdegang
Seit Herbst 1994 schwimmt sie im Ersten Frankfurter Schwimm-Club, die ersten sportlichen Erfolge stellten sich im Jahr 1994 ein. Zuvor startete sie für die Tg 1862 Rüsselsheim, deren Mitglied sie immer noch ist. Sie startet zurzeit für die SG Frankfurt unter ihrem Trainer Jörg Bügner. Seit 1995 wird sie im B-Kader des Deutschen Schwimm-Verbandes gefördert. Ihre bevorzugten Disziplinen sind die 100 m und 200 m Freistil. Sie trainiert bis zu acht Stunden täglich in der Leistungsgruppe des Hessischen Schwimmverbandes. Sie wurde mehrfach als Sportlerin des Jahres ihrer Heimatstadt Rüsselsheim am Main ausgezeichnet.

## Sportliche Erfolge

### Olympische Spiele
Bei den Olympischen Spielen 1996 (19. Juli bis 4. August 1996) in Atlanta schwamm sie im Vorlauf für die beiden deutschen Freistilstaffeln. Die 4 × 200-m-Staffel errang (in der Besetzung Franziska van Almsick, Kerstin Kielgaß, Anke Scholz und Dagmar Hase) im Finale die Silbermedaille, die 4 × 100-m-Staffel erlangte (in der Besetzung Sandra Völker, Simone Osygus, Antje Buschschulte und Franziska van Almsick) Bronze. Obwohl sie in der 4X200 m-Staffel nur im Vorlauf geschwommen war.
Bei den Olympischen Spielen 2000 (15. September bis 1. Oktober 2000) in Sydney war sie wiederum nur im Vorlauf in der 4 × 200-m-Staffel mit dabei, die Finalstaffel (mit Franziska van Almsick, Antje Buschschulte, Sara Harstick und Kerstin Kielgaß) erreichte die Bronzemedaille.
Die Qualifikation für die Olympischen Spiele 2004 in Athen bei den Deutschen Meisterschaften 2004 verpasste sie jedoch aufgrund einer Verletzung. Kurz vor Beginn der Spiele schwamm sie dann beim Olympiatest in Hannover die zweitschnellste Zeit über 200 m Freistil, welche ihr bei der Qualifikation wenige Wochen zuvor einen Staffelplatz gesichert hätte.
Bei den Olympischen Spielen 2008 in Peking war sie mit der 4 × 100-m-Staffel erfolgreich. Die Staffel wurde in der Besetzung Britta Steffen, Meike Freitag, Daniela Götz und Antje Buschschulte Fünfte.

### Weltmeisterschaften
Bei den Weltmeisterschaften 2001 in Fukuoka erreichte sie in 8:01,35 Minuten die Silbermedaille in der 4 × 200-m-Freistilstaffel (mit Silvia Szalai, Sarah Harstick und Hannah Stockbauer). Zunächst hatte die Staffel im Finale die viertbeste Zeit geschwommen. Durch Disqualifikationen der amerikanischen Staffel wegen Frühstart und der siegreichen australischen Mannschaft, weil sie vor dem Anschlag der letzten Staffel ins Becken sprang, wurde der deutschen Staffel erst Bronze und dann Silber zugesprochen. Sie schwamm auch im Vorlauf der 4 × 100-m-Freistilstaffel, die Finalstaffel (in der Besetzung Petra Dallmann, Antje Buschschulte, Katrin Meißner und Sandra Völker) gewann später Gold.
Bei den Weltmeisterschaften 2005 in Montréal schwamm sie wiederum nur in den Vorläufen der deutschen Freistilstaffeln. Die 4 × 100-m-Staffel errang im Finale (Petra Dallmann, Antje Buschschulte für Meike Freitag, Annika Liebs und Daniela Götz) die Silbermedaille. Die 4 × 200-m-Staffel (mit Annika Liebs, Petra Dallmann und Sophie-Luise Dietrich) wurde im Vorlauf wegen eines Wechselfehlers disqualifiziert. Über 200 m Freistil errang sie im Einzelrennen mit 2:01,19 Minuten Platz 19.
Bei den Weltmeisterschaften 2007 in Melbourne erreichte sie in 7:53,82 Minuten ihre zweite Silbermedaille in der 4 × 200-m-Freistilstaffel (diesmal mit Britta Steffen, Petra Dallmann und Annika Lurz) trotz eines Meniskuseinrisses, den sie sich beim Volleyballspielen zugezogen hatte. Sieger wurde die Staffel der Vereinigten Staaten, die mit 7:50,09 Minuten neuen Weltrekord schwamm und den bisherigen Rekord der deutschen Nationalstaffel um gut sieben Zehntelsekunden verbesserte. Meike Freitag kam für Daniela Samulski, die im Vorlauf ganze drei Sekunden über ihrer Jahresbestzeit blieb, in die Finalstaffel. Umgekehrt schwamm sie mit der 4 × 100-m-Freistilstaffel nur im Vorlauf und wurde in der Finalstaffel, die vierte wurde, dann durch Daniela Samulski ersetzt. Über 200 m Freistil scheiterte sie im Halbfinale mit 1:59,60 Minuten und erreichte Rang 14.

### Europameisterschaften
Bei den Jugendeuropameisterschaften 1994 in Pardubice gewann sie die Goldmedaille mit der 4 × 200-m-Staffel, die Silbermedaille mit der 4 × 100-m-Lagenstaffel und die Bronzemedaille über 100 m Freistil. Bei den Europameisterschaften 1995 in Wien schwamm sie im Vorlauf der 4 × 100-m-Freistilstaffel, die später siegreich war. Bei den Europameisterschaften 2002 in Berlin war sie ebenfalls nur im Vorlauf der 4 × 100-m-Freistilstaffel dabei, in die 4 × 200-m-Staffel schaffte sie es nach einem Ausscheidungsrennen mit Hannah Stockbauer nicht. Bei den Kurzbahneuropameisterschaften 2006 in Helsinki wurde sie in der 4 × 50-m-Staffel mit 1:38,50 Minuten und neuem deutschen Rekord Dritte hinter den Staffeln von Schweden und den Niederlanden. Weiterhin wurde sie in Helsinki über 200 m Freistil Sechste und über 100 m Freistil Achte.

### Deutsche Meisterschaften
Bei Deutschen Schwimmmeisterschaften konnte sie in den Jahren 2000, 2001 und 2006 den ersten Platz mit der 4 × 100-m-Lagenstaffel und 2006 auch den ersten Platz mit der 4 × 200-m-Freistilstaffel der SG Frankfurt erreichen. Ihre Platzierungen bei deutschen Meisterschaften waren im Einzelnen:
- Deutsche Meisterschaften 1996: 3. Platz mit der 4 × 100-m-Lagenstaffel (Szalai, Petchanatz, Voitowitsch) in 4:22,21 Minuten
- Deutsche Meisterschaften 2000: 1. Platz mit der 4 × 100-m-Lagenstaffel (Liebs, Bernhardt, Voitowitsch) in 4:17,61 Minuten
- Deutsche Meisterschaften 2001: 1. Platz mit der 4 × 100-m-Lagenstaffel (Notbohm, Bernhardt, Szalai) in 4:16,27 Minuten
- Deutsche Meisterschaften 2002: 2. Platz über 200 m Freistil in 2:00,44 Minuten
- Deutsche Meisterschaften 2004: 2. Platz mit der 4 × 100-m-Lagenstaffel (Heftrich, Bernhardt, Razeto) in 4:16,15 Minuten
- Deutsche Meisterschaften 2005: 2. Platz mit der 4 × 100-m-Lagenstaffel (Heftrich, Bernhardt, Razeto) in 4:15,67 Minuten und 3. Platz über 200 m Freistil in 2:01,21 Minuten
- Deutsche Meisterschaften 2006: 1. Platz mit der 4 × 100-m-Lagenstaffel (Heftrich, Bernhardt, Uhle) in 4:12,84 Minuten und 1. Platz mit der 4 × 200-m-Freistilstaffel (Bernhardt, Auer, Uhle) in 8:20,76 Minuten
- Deutsche Wintermeisterschaften 2006: 2. Platz über 200 m Freistil in 1:58,92 Minuten und 3. Platz über 400 m Freistil in 4:19,04 Minuten.

Bei den Deutschen Meisterschaften 2007 war sie wegen einer Knieoperation an ihrem Meniskus nicht am Start. Die Operation verlief erfolgreich.
Bei den Deutschen Kurzbahnmeisterschaften 2003 errang sie mit der 4 × 50-m-Lagenstaffel den ersten Platz und mit der 4 × 50-m-Freistilstaffel den dritten Platz. Bei den Deutschen Kurzbahnmeisterschaften 2004 war sie über 200 m Freistil in 1:57,69 Minuten siegreich. Dies war bislang ihr einziger Einzeltitel bei deutschen und internationalen Meisterschaften. Bei den Deutschen Mannschaftsmeisterschaften Schwimmen 2006 erreichte sie mit der Mannschaft der SG Frankfurt Platz 7 in der ersten Bundesliga.

## Privates
Sie studierte von 1999 bis 2002 Sportwissenschaft und von 2003 bis 2006 Sportökonomie an der Universität Mainz, wobei sie beide Studiengänge mit dem Diplom abschloss. Sie ist zurzeit Mitarbeiterin im Hessischen Ministerium des Innern und für Sport. Ihr Vater ist der ehemalige Schwimmer und Präsident des Hessischen Schwimmverbandes, Werner Freitag. Sie lebt in Rüsselsheim am Main.